# Petalifera gravieri
Petalifera gravieri is een slakkensoort uit de familie van de Aplysiidae. De wetenschappelijke naam van de soort is voor het eerst geldig gepubliceerd in 1906 door Vayssière.